# Dollarflecken-Krankheit

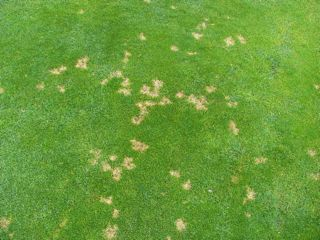
Dollarflecken-Krankheit auf Straußgras

Die Dollarflecken-Krankheit ist eine Pflanzenkrankheit, die zwischen Frühjahr und Herbst bei Rasenflächen auftreten kann. Sie wird durch den Pilz Sclerotinia homoeocarpa verursacht. Anfangs treten Schadstellen von der Größe einer Münze (1–2 cm Durchmesser) auf, die sich später auf bis zu 15 cm ausdehnen können. Feuchtwarmes Klima mit Tagestemperaturen von 20 bis 30 °C und kalten Nächten verursacht Morgentau und sorgt für besonders günstige Wachstumsbedingungen. Vorbeugend wirkt eine gute Rasenpflege. Die Übertragung des Pilzes erfolgt durch Arbeitswerkzeug, Schuhe, Tiere und Wind. Die gründliche Reinigung des Arbeitswerkzeugs verhindert eine weitere Ausbreitung. Eine chemische Bekämpfung des Pilzbefalls ist möglich. Als Nachsaat der Lücken empfehlen sich resistente Grassorten.